# Storstadsområdet Lissabon

Storstadsområdet Lissabons läge i Portugal.

Storstadsområdet Lissabon (portugisiska Área Metropolitana de Lisboa; AML) är en statistisk region och underregion (NUTS 2 och NUTS 3) i södra Portugal.
Den omfattar 18 kommuner belägna i stor-Lissabon och på Setúbalhalvön.
Regionen gränsar i norr till Mellersta Portugal, i öster och i söder till Alentejo och i väst till Atlanten. Ytan uppgår till 2 802 km². Befolkningen uppgår till 2 870 770 (2021).
Den nuvarande regionen består av 2 delområden:

- Stor-Lissabon (Grande Lisboa): Kommuner - Amadora, Cascais, Lissabon, Loures, Mafra, Odivelas, Oeiras, Sintra, Vila Franca de Xira
- Setúbalhalvön (Península de Setúbal): Kommuner - Alcochete, Almada, Barreiro, Moita, Montijo, Palmela, Seixal, Sesimbra, Setúbal

## Kommuner
Storstadsområdet Lissabon omfattar 18 kommuner (concelhos) – 5,8 % av landets kommuner.
- Alcochete
- Almada
- Amadora
- Barreiro
- Cascais
- Lissabon
- Loures
- Mafra
- Moita
- Montijo
- Odivelas
- Oeiras
- Palmela
- Seixal
- Sesimbra
- Setúbal
- Sintra
- Vila Franca de Xira

## De största städerna i Lissabonregionen
- Lissabon
- Loures
- Sintra
- Cascais
- Seixal
- Amadora
- Almada
- Oeiras
- Odivelas
- Vila Franca de Xira
- Setúbal
- Barreiro
- Moita
- Mafra
- Palmela
- Sesimbra
- Montijo
- Alcochete